# Сангирски дългопет
Сангирският дългопет (Tarsius sangirensis) е вид бозайник от семейство Дългопетови (Tarsiidae). Видът е застрашен от изчезване.

## Разпространение
Разпространен е в Индонезия.